# Misè

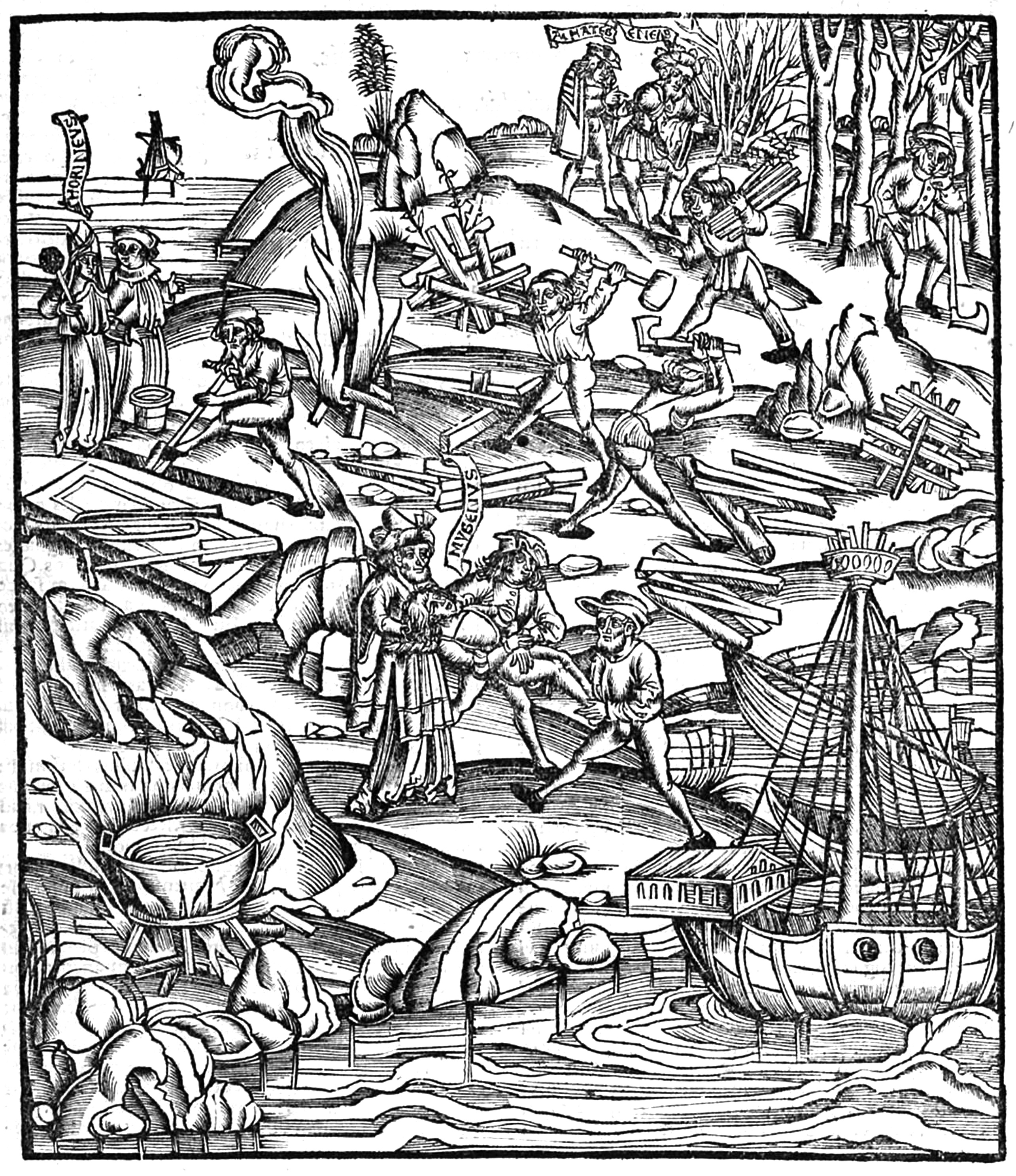
Els companys d'Eneas construeixen la tomba de Misè

Misè o Misenum (en grec antic Μισηνός, Misenos), va ser, segons la mitologia grega, un company d'Hèctor, que quan va morir l'heroi va formar part del contingent que marxà amb Eneas a l'exili, en qualitat de trompeter.
Una vegada, quan la flota de l'heroi estava ancorada a la Campània, Misè va desafiar tots els déus, dient que ell tocava millor la trompeta que qualsevol immortal. Tritó, el déu marí que toca el caragol de mar, el va agafar de sobte i el va llançar al mar, on Misè es va ofegar. El van enterrar a la costa, en un lloc que porta el seu nom.

l'Eneida ens explica:
| « | […] la Sibil·la li comenta que hi ha un amic seu que és mort i ell no se n'ha adonat i han de donar-li sepultura abans. Enees i el seu fidel Acates es dirigeixen cap als vaixells, preguntant qui podria ser l'amic mort i veuen que és Misenum. Aquest havia estat company d'Hèctor, fill de Príam, que sempre l'havia acompanyat fins que el príncep va ser assassinat per Aquil·les i es va incorporar al seguici de Enees. S'afanyen a complir el que Sibil·la els havia ordenat i construeixen un sepulcre per enterrar el mort. Mentre tallaven troncs de fusta Enees desitja trobar la branca d'or i en aquell instant van aparèixer dos coloms que havien estat enviades per la deessa Venus per ajudar-los a trobar la branca. Les segueixen i aquestes els porten fins a la gola de l'Avern i es van posar sobre un arbre on lluïa una aura d'or. Enees l'agafa i la porta a la cova de la vident Sibil·la. Mentrestant els teucres segueixen donant sepultura a Misenum. Quan van acabar van continuar els mandats de Sibil·la. Per poder entrar en una profunda caverna van realitzar sacrificis i Sibil·la fa fora tots els companys d'Enees i li diu a aquest que tingui valor ara per entrar [...] | » |

A la Ilíada es diu que Misè va ser un company d'Odisseu que va donar nom al cap Misenum, a la Campània.